# Seishirō Endō
Seishirō Endō (japanisch 遠藤 征四郎, Endō Seishirō; * 1942) ist ein japanischer Aikidō-Lehrer (Shihan) des Aikikai im Range eines 8. Dan. Endō gehört zu den wenigen lebenden Personen, die unmittelbar unter Aikidō-Gründer Morihei Ueshiba studiert haben.
Seishirō Endō begann 1963 mit dem Aikido an der Universität Gakushūin und benennt Kisshōmaru Ueshiba, Kisaburō Ōsawa und Seigo Yamaguchi als seine drei Väter des Aikido. Er trainierte im Aikikai Hombu Dojo gemeinsam mit anderen Lehrmeistern einschließlich Hiroshi Tada, Mitsunari Kanai und Yasuo Kobayashi. Als Endō 30 Jahre alt war, renkte er sich seine rechte Schulter aus, was der Anlass für seinen sanfteren Aikidō-Stil war.
1993 gründete er das Saku Dōjō (佐久道場) in seiner Heimatstadt Saku.

## Unterrichtsmethode
Endō unterrichtet hauptsächlich Prinzipien, wie man sich mit seinem Partner verbindet und wie man sich frei bewegt. Weniger Fokus liegt darauf, eine große Anzahl Techniken zu lernen. Er betont ebenfalls, dass jeder Student sich seiner Fühlung während jeder Phase einer Übung oder Technik vergewissert. Er spricht von der permanenten Konzentration des ki, permanenten Entspannung des Oberkörpers, permanenten flexiblen Bewegungen und der permanenten Gelassenheit des Geistes (Englisch: „calmness of the mind“). Er ermutigt seine Studenten zu hinterfragen und nicht alles so zu akzeptieren, wie es unterrichtet wird, ohne sich davon zu vergewissern, dass dies auch für einen selbst zutrifft.

„I began to ceaselessly examine and confirm my state of mind: myself when it went well, myself when it went poorly, myself when I was trying to defeat my partner, myself when I was feeling fear, myself when I was feeling insecure, etc. From these confirmations, I learned the importance of ceaselessly keeping my mind calm.“

„Ich begann unaufhörlich meinen Geisteszustand zu überprüfen und mich davon zu vergewissern: Von mir selbst, wenn es gut lief, von mir selbst, wenn es schlecht lief, von mir selbst, wenn ich versuchte, meine Partner zu bekämpfen, von mir selbst, wenn ich Angst fühlte, von mir selbst, wenn ich unsicher war, usw. Aus diesen Vergewisserungen lernte ich die Bedeutung einer permanenten ruhigen ausgeglichenen Geisteshaltung/innere Gelassenheit.“